# Liste der Nummer-eins-Hits in Deutschland (2019)
Dies ist eine Liste der Nummer-eins-Hits in Deutschland im Jahr 2019. Die Single- und Albumcharts werden von GfK Entertainment wöchentlich zusammengestellt. Sie berücksichtigen den Verkauf von Tonträgern und Downloads sowie bezahltes Streaming.

## Singles
| ← 2018 ← | Liste der Nummer-eins-Hits in Deutschland | Liste der Nummer-eins-Hits in Deutschland          | Liste der Nummer-eins-Hits in Deutschland | 2020 → |
| \| Zeitraum \| Wo. ges. \| Interpret \| Titel Autor(en) \| Zusätzliche Informationen \| \| (Zeitraum, Wochen auf Platz eins, Interpret, Titel, Autor[en], zusätzliche Informationen) \| \| \| \| \| \| ----------------------------------------------------------------------------------------- \| -------- \| -------------------------------------------------- \| -------------------------------------------------------------------------------------------------------------------------------------------------- \| ------------------------------------------------------------------------------------------------------------------------------------------------------------------------------------------------------------------------------------------------------------------------------------------------------------------------------------------------------------------------------------------------------------------------------------------------------------------------------------------------------------------------------------------------------------------------------------------------------------------------------------------------------------------------------------------------------------------------------------------------------- \| \| 28. Dezember 2018 – 3. Januar 2019 1 Woche \| 1 \| Capital Bra \| Benzema Vladislav Balovatsky, Konstantin Scherer, Vincent Stein \| Für Capital Bra ist es bereits der achte Nummer-eins-Erfolg innerhalb von acht Monaten. \| \| 4. Januar 2019 – 17. Januar 2019 2 Wochen (insgesamt 6) \| 6 \| Ava Max \| Sweet but Psycho Ava Max, William Lobban Bean, Andreas Andersen Haukeland, Madison Love, Henry Walter \| – \| \| 18. Januar 2019 – 24. Januar 2019 1 Woche \| 1 \| Shindy \| Dodi Michael Schindler \| Mit Dodi erreicht der Rapper zum ersten Mal die Spitze der deutschen Singlecharts. \| \| 25. Januar 2019 – 31. Januar 2019 1 Woche \| 1 \| Mero \| Hobby Hobby Enes Meral \| Der Rapper steigt nach Baller los bereits zum zweiten Mal auf Platz eins der Singlecharts ein. \| \| 1. Februar 2019 – 14. Februar 2019 2 Wochen \| 2 \| Capital Bra \| Prinzessa Vladislav Balovatsky \| Auch im Jahr 2019 setzt sich seine Reihe an Nummer-eins-Erfolgen fort. Bereits zum zweiten Mal in diesem Jahr und zum neunten Mal insgesamt steht er an der Spitze der deutschen Singlecharts. Damit steht er nach den Beatles zusammen mit ABBA an zweiter Stelle der Künstler mit den meisten Nummer-eins-Singles in Deutschland. \| \| 15. Februar 2019 – 21. Februar 2019 1 Woche \| 1 \| Eno feat. Mero \| Ferrari Ensar Albayrak, Enes Meral \| Während sich Eno zum zweiten Mal auf Platz eins positionieren kann, steigt der Rapper Mero bereits zum dritten Mal auf Anhieb an die Spitze der deutschen Singlecharts. \| \| 22. Februar 2019 – 28. Februar 2019 1 Woche \| 1 \| KC Rebell feat. Summer Cem & Capital Bra \| DNA Cem Toraman, Vladislav Balovatsky, Hüseyin Kökseçen \| KC Rebell und Summer Cem erreichen das erste Mal Platz eins der deutschen Singlecharts. Für Capital Bra ist es insgesamt der zehnte Nummer-eins-Erfolg, womit er nach den Beatles der Künstler mit den meisten Nummer-eins-Singles in Deutschland ist. \| \| 1. März 2019 – 14. März 2019 2 Wochen \| 2 \| Shirin David \| Gib ihm Shirin David, Chima Ede \| Mit ihrer zweiten Singleauskopplung schafft es die Sängerin und Rapperin das erste Mal an die Spitze der deutschen Singlecharts. Das Produzententeam FNSHRS. schaffte es nach Astronaut zum zweiten Mal an die Chartspitze. \| \| 15. März 2019 – 21. März 2019 1 Woche \| 1 \| Mero \| Wolke 10 Enes Meral \| Bereits zum vierten Mal insgesamt und zum dritten Mal in diesem Jahr steht der Rapper an der Spitze der Singlecharts. Zudem erreichte Wolke 10 binnen einer Woche 10,8 Millionen Streaming-Abrufe, was bis dato noch keinem Lied zuvor gelang.[1] \| \| 22. März 2019 – 28. März 2019 1 Woche \| 1 \| Capital Bra feat. Samra \| Wir ticken Vladislav Balovatsky, Hussein Akkouche \| Mit Wir ticken zieht Capital Bra mit den Beatles gleich und erreicht als erster Solokünstler in der Geschichte der deutschen Musikcharts zum elften Mal den Sprung auf Platz eins der deutschen Singlecharts. Für Samra ist es der dritte Nummer-eins-Erfolg. \| \| 29. März 2019 – 4. April 2019 1 Woche \| 1 \| Capital Bra \| Cherry Lady Vladislav Balovatsky \| Nur elf Monate nach seinem ersten Nummer-eins-Erfolg erreicht Capital Bra als erster Künstler in der Geschichte der deutschen Musikcharts zum zwölften Mal die Spitze der deutschen Singlecharts. Er bricht somit einen Rekord, der fast 50 Jahre lang von den Beatles gehalten wurde. Des Weiteren löst er sich bereits zum zweiten Mal innerhalb eines Jahres selbst von Platz eins ab, als Interpret als auch als Autor. Zusätzlich baut Dieter Bohlen als Autor des Liedes seinen eigenen Rekord weiter aus. Nie zuvor schaffte es ein Autor, sich 22 Mal an der Spitze der deutschen Singlecharts zu positionieren. Als Cover des Liedes Cheri, Cheri Lady von Modern Talking erlangt die Komposition bereits zum zweiten Mal die Spitzenposition. \| \| 5. April 2019 – 11. April 2019 1 Woche (insgesamt 2) \| 2 \| Rammstein \| Deutschland Richard Z. Kruspe, Paul Landers, Till Lindemann, Christian Lorenz, Oliver Riedel, Christoph Schneider \| Knapp zehn Jahre nach ihrem ersten Nummer-eins-Erfolg in den deutschen Singlecharts steigt die NDH-Band mit ihrer ersten Singleauskopplung seit 2012 auf Anhieb auf Platz eins der Charts ein. \| \| 12. April 2019 – 18. April 2019 1 Woche \| 1 \| Samra \| Harami Hussein Akkouche \| Der Rapper erreicht seinen dritten Nummer-eins-Erfolg als Solokünstler und seinen vierten insgesamt. \| \| 19. April 2019 – 25. April 2019 1 Woche (insgesamt 2) \| 2 \| Rammstein \| Deutschland Richard Z. Kruspe, Paul Landers, Till Lindemann, Christian Lorenz, Oliver Riedel, Christoph Schneider \| – \| \| 26. April 2019 – 9. Mai 2019 2 Wochen (insgesamt 4) \| 4 \| Lil Nas X \| Old Town Road Montero Hill, Trent Reznor, Atticus Ross, Kiowa Roukema \| Neben den USA und dem Vereinigten Königreich erreicht der Rapper auch in Deutschland mit seiner Debütsingle Platz eins der deutschen Singlecharts. Zusätzlich zum Original trägt die Remix-Version mit Billy Ray Cyrus zum Charterfolg des Liedes bei. \| \| 10. Mai 2019 – 23. Mai 2019 2 Wochen \| 2 \| Juju feat. Henning May \| Vermissen Claus Capek, Guy Gross, Jan Krouzilek, Henning May, Judith Wessendorf \| Rapperin Juju erreicht bereits zum zweiten Mal die Spitze der Singlecharts. Für Henning May als Solokünstler ist es der erste Nummer-eins-Erfolg. \| \| 24. Mai 2019 – 6. Juni 2019 2 Wochen \| 2 \| Samra & Capital Bra \| Wieder Lila Vladislav Balovatsky, Hussein Akkouche \| In Zusammenarbeit mit Samra erweitert Capital Bra seinen Rekord und kann sich zum 13. Mal den ersten Platz der deutschen Singlecharts sichern, so oft wie kein Künstler zuvor.[2] Rapper Samra schafft zum fünften Mal den Sprung auf Platz eins, was in einem Zeitraum von weniger als einem Jahr bis dato nur wenigen Künstlern gelang. \| \| 7. Juni 2019 – 20. Juni 2019 2 Wochen (insgesamt 4) \| 4 \| Lil Nas X \| Old Town Road Montero Hill, Trent Reznor, Atticus Ross, Kiowa Roukema \| – \| \| 21. Juni 2019 – 27. Juni 2019 1 Woche \| 1 \| Kalazh44, Capital Bra & Samra feat. Nimo & Luciano \| Royal Rumble Hussein Akkouche, Vladislav Balovatsky, Patrick Großmann, Hasan Kankızıl, Christian Streitsov, Nima Yaghobi \| Kalazh44 und Nimo erreichen das erste Mal Platz eins der deutschen Singlecharts. Für Luciano ist es das zweite Mal, für Samra das sechste Mal und für Capital Bra sogar das 14. Mal. Letzterer erweitert somit seinen Rekord als Künstler mit den meisten Nummer-eins-Hits aller Zeiten. \| \| 28. Juni 2019 – 11. Juli 2019 2 Wochen \| 2 \| Capital Bra & Samra \| Tilidin Vladislav Balovatsky, Hussein Akkouche \| Das Lied knackt zwei Streaming-Rekorde gleichzeitig: zum einen ist Tilidin mit drei Millionen Abrufen der meist gestreamte Song eines Tages, zum anderen bricht es mit 15 Millionen Abrufen in einer Woche auch den Wochenrekord.[3] Außerdem lösen sich beide Künstler gleichzeitig von der Spitzenposition ab; Capital Bra dabei bereits zum dritten Mal als Interpret und Autor. Dieser erreicht zum 15. Mal Platz eins der Singlecharts, Samra zum siebten Mal. \| \| 12. Juli 2019 – 18. Juli 2019 1 Woche (insgesamt 6) \| 6 \| Shawn Mendes & Camila Cabello \| Señorita Shawn Mendes, Camila Cabello, Andrew Wotman, Benjamin Levin, Ali Tamposi, Charlotte Emma Aitchison, Jack Patterson, Magnus August Høiberg \| Zwar konnten beide Künstler bereits Top-10-Platzierungen verbuchen, jedoch erreichen sie mit Señorita das erste Mal Platz eins der deutschen Singlecharts. \| \| 19. Juli 2019 – 25. Juli 2019 1 Woche \| 1 \| Samra & Capital Bra \| Zombie Vladislav Balovatsky, Hussein Akkouche \| Mit nur einer Woche Unterbrechung erreicht das Duo abermals Platz eins der deutschen Singlecharts. Capital Bra gelingt dies zum 16. Mal, Samra zum achten Mal. \| \| 26. Juli 2019 – 29. August 2019 5 Wochen (insgesamt 6) \| 6 \| Shawn Mendes & Camila Cabello \| Señorita Shawn Mendes, Camila Cabello, Andrew Wotman, Benjamin Levin, Ali Tamposi, Charlotte Emma Aitchison, Jack Patterson, Magnus August Høiberg \| – \| \| 30. August 2019 – 5. September 2019 1 Woche \| 1 \| Capital Bra & Samra \| Nummer 1 Hussein Akkouche, Vladislav Balovatsky, Konstantin Scherer, Vincent Stein, Konstantinos Tzikas \| Das Lied wird seinem Titel gerecht und erreicht auf Anhieb Nummer eins der deutschen Singlecharts. Für Capital Bra ist es das 17. Mal an der Spitzenposition, für Samra das neunte Mal. \| \| 6. September 2019 – 12. September 2019 1 Woche \| 1 \| Apache 207 \| Roller Jennifer Allendörfer, Luís-Florentino Cruz, Volkan Yaman \| Nur ein Jahr nach Veröffentlichung seiner Debütsingle legt der Rapper einen kometenhaften Aufstieg in den Singlecharts hin und erreicht nach drei eher mittelmäßig platzierten Titeln Platz eins der deutschen Singlecharts. \| \| 13. September 2019 – 19. September 2019 1 Woche \| 1 \| Loredana feat. Mero \| Kein Plan Loredana, Enes Meral \| Nach drei Platz-zwei-Platzierungen erreicht die Schweizer Rapperin das erste Mal Platz eins der deutschen Singlecharts. Mero kehrt nach einigen Monaten Unterbrechung zum fünften Mal auf die Spitzenposition zurück. \| \| 20. September 2019 – 26. September 2019 1 Woche (insgesamt 10) \| 10 \| Tones and I \| Dance Monkey Toni Watson \| Die australische Newcomerin belegt mit ihrem weltweit erfolgreichen Titel auch in den deutschen Singlecharts Platz eins. \| \| 27. September 2019 – 10. Oktober 2019 2 Wochen \| 2 \| Capital Bra, Samra & Lea \| 110 Hussein Akkouche, Vladislav Balovatsky, Lea-Marie Becker, Robin Haefs, Konstantin Scherer, Vincent Stein, Wim Treuner, Konstantinos Tzikas \| Mit 110 erreicht die Sängerin Lea nicht nur das erste Mal die Top 10 der deutschen Singlecharts, sondern positioniert sich zum ersten Mal auf Platz eins. Capital Bra findet sich bereits zum 18. Mal und Samra zum zehnten Mal auf der Spitze der deutschen Singlecharts wieder. Letzterer übertrifft somit ABBA und steht somit an dritter Stelle hinter den Beatles und seinem stetigen Kollaborationspartner Capital Bra. \| \| 11. Oktober 2019 – 24. Oktober 2019 2 Wochen (insgesamt 10) \| 10 \| Tones and I \| Dance Monkey Toni Watson \| – \| \| 25. Oktober 2019 – 31. Oktober 2019 1 Woche \| 1 \| Apache 207 \| Wieso tust du dir das an? Joshua Allery, Laurin Auth, Volkan Yaman \| Innerhalb nur weniger Monate erreicht der Rapper bereits seinen zweiten Nummer-eins-Hit in den deutschen Singlecharts. \| \| 1. November 2019 – 5. Dezember 2019 5 Wochen (insgesamt 10) \| 10 \| Tones and I \| Dance Monkey Toni Watson \| – \| \| 6. Dezember 2019 – 12. Dezember 2019 1 Woche \| 1 \| Capital Bra \| Der Bratan bleibt der gleiche Vladislav Balovatsky \| Der Rekord-Rapper kehrt nach einigen Monaten Pause solo zurück und erreicht seinen 19. Nummer-eins-Hit in den deutschen Singlecharts. \| \| 13. Dezember 2019 – 19. Dezember 2019 1 Woche \| 1 \| Nimo & Hava \| Kein Schlaf Nima Yaghobi, Dilara Hava Tunç \| Mit Kein Schlaf erreicht der Karlsruher zum ersten Mal als Solokünstler und insgesamt zum zweiten Mal die Spitze der deutschen Singlecharts. Die Rapperin und Sängerin Hava erzielt mit ihrem ersten Charteintritt zeitgleich ihren ersten Nummer-eins-Hit. \| \| 20. Dezember 2019 – 26. Dezember 2019 1 Woche (insgesamt 10) \| 10 \| Tones and I \| Dance Monkey Toni Watson \| – \| \| 27. Dezember 2019 – 2. Januar 2020 1 Woche (insgesamt 21) \| 21 \| Mariah Carey \| All I Want for Christmas Is You Mariah Carey, Walter Afanasieff \| 71 Wochen nach erstmaligem Charteinstieg und über 25 Jahre nach Erstveröffentlichung erreicht das Weihnachtslied erstmals die Nummer eins in Deutschland. Carey steht damit zum zweiten Mal an der Spitze der deutschen Singlecharts, zuletzt ebenfalls 1994 mit dem Lied Without You. \| |                                           |                                                    | | |
| ← 2018 |                                           |                                                    | | → 2020 → |
| Zeitraum | Wo. ges.                                  | Interpret                                          | Titel Autor(en) | Zusätzliche Informationen |
| (Zeitraum, Wochen auf Platz eins, Interpret, Titel, Autor[en], zusätzliche Informationen) |                                           |                                                    | | |
| 28. Dezember 2018 – 3. Januar 2019 1 Woche | 1                                         | Capital Bra                                        | Benzema Vladislav Balovatsky, Konstantin Scherer, Vincent Stein                                                                                    | Für Capital Bra ist es bereits der achte Nummer-eins-Erfolg innerhalb von acht Monaten. |
| 4. Januar 2019 – 17. Januar 2019 2 Wochen (insgesamt 6) | 6                                         | Ava Max                                            | Sweet but Psycho Ava Max, William Lobban Bean, Andreas Andersen Haukeland, Madison Love, Henry Walter                                              | – |
| 18. Januar 2019 – 24. Januar 2019 1 Woche | 1                                         | Shindy                                             | Dodi Michael Schindler | Mit Dodi erreicht der Rapper zum ersten Mal die Spitze der deutschen Singlecharts. |
| 25. Januar 2019 – 31. Januar 2019 1 Woche | 1                                         | Mero                                               | Hobby Hobby Enes Meral | Der Rapper steigt nach Baller los bereits zum zweiten Mal auf Platz eins der Singlecharts ein. |
| 1. Februar 2019 – 14. Februar 2019 2 Wochen | 2                                         | Capital Bra                                        | Prinzessa Vladislav Balovatsky | Auch im Jahr 2019 setzt sich seine Reihe an Nummer-eins-Erfolgen fort. Bereits zum zweiten Mal in diesem Jahr und zum neunten Mal insgesamt steht er an der Spitze der deutschen Singlecharts. Damit steht er nach den Beatles zusammen mit ABBA an zweiter Stelle der Künstler mit den meisten Nummer-eins-Singles in Deutschland. |
| 15. Februar 2019 – 21. Februar 2019 1 Woche | 1                                         | Eno feat. Mero                                     | Ferrari Ensar Albayrak, Enes Meral | Während sich Eno zum zweiten Mal auf Platz eins positionieren kann, steigt der Rapper Mero bereits zum dritten Mal auf Anhieb an die Spitze der deutschen Singlecharts. |
| 22. Februar 2019 – 28. Februar 2019 1 Woche | 1                                         | KC Rebell feat. Summer Cem & Capital Bra           | DNA Cem Toraman, Vladislav Balovatsky, Hüseyin Kökseçen                                                                                            | KC Rebell und Summer Cem erreichen das erste Mal Platz eins der deutschen Singlecharts. Für Capital Bra ist es insgesamt der zehnte Nummer-eins-Erfolg, womit er nach den Beatles der Künstler mit den meisten Nummer-eins-Singles in Deutschland ist. |
| 1. März 2019 – 14. März 2019 2 Wochen | 2                                         | Shirin David                                       | Gib ihm Shirin David, Chima Ede | Mit ihrer zweiten Singleauskopplung schafft es die Sängerin und Rapperin das erste Mal an die Spitze der deutschen Singlecharts. Das Produzententeam FNSHRS. schaffte es nach Astronaut zum zweiten Mal an die Chartspitze. |
| 15. März 2019 – 21. März 2019 1 Woche | 1                                         | Mero                                               | Wolke 10 Enes Meral | Bereits zum vierten Mal insgesamt und zum dritten Mal in diesem Jahr steht der Rapper an der Spitze der Singlecharts. Zudem erreichte Wolke 10 binnen einer Woche 10,8 Millionen Streaming-Abrufe, was bis dato noch keinem Lied zuvor gelang. |
| 22. März 2019 – 28. März 2019 1 Woche | 1                                         | Capital Bra feat. Samra                            | Wir ticken Vladislav Balovatsky, Hussein Akkouche                                                                                                  | Mit Wir ticken zieht Capital Bra mit den Beatles gleich und erreicht als erster Solokünstler in der Geschichte der deutschen Musikcharts zum elften Mal den Sprung auf Platz eins der deutschen Singlecharts. Für Samra ist es der dritte Nummer-eins-Erfolg. |
| 29. März 2019 – 4. April 2019 1 Woche | 1                                         | Capital Bra                                        | Cherry Lady Vladislav Balovatsky | Nur elf Monate nach seinem ersten Nummer-eins-Erfolg erreicht Capital Bra als erster Künstler in der Geschichte der deutschen Musikcharts zum zwölften Mal die Spitze der deutschen Singlecharts. Er bricht somit einen Rekord, der fast 50 Jahre lang von den Beatles gehalten wurde. Des Weiteren löst er sich bereits zum zweiten Mal innerhalb eines Jahres selbst von Platz eins ab, als Interpret als auch als Autor. Zusätzlich baut Dieter Bohlen als Autor des Liedes seinen eigenen Rekord weiter aus. Nie zuvor schaffte es ein Autor, sich 22 Mal an der Spitze der deutschen Singlecharts zu positionieren. Als Cover des Liedes Cheri, Cheri Lady von Modern Talking erlangt die Komposition bereits zum zweiten Mal die Spitzenposition. |
| 5. April 2019 – 11. April 2019 1 Woche (insgesamt 2) | 2                                         | Rammstein                                          | Deutschland Richard Z. Kruspe, Paul Landers, Till Lindemann, Christian Lorenz, Oliver Riedel, Christoph Schneider                                  | Knapp zehn Jahre nach ihrem ersten Nummer-eins-Erfolg in den deutschen Singlecharts steigt die NDH-Band mit ihrer ersten Singleauskopplung seit 2012 auf Anhieb auf Platz eins der Charts ein. |
| 12. April 2019 – 18. April 2019 1 Woche | 1                                         | Samra                                              | Harami Hussein Akkouche | Der Rapper erreicht seinen dritten Nummer-eins-Erfolg als Solokünstler und seinen vierten insgesamt. |
| 19. April 2019 – 25. April 2019 1 Woche (insgesamt 2) | 2                                         | Rammstein                                          | Deutschland Richard Z. Kruspe, Paul Landers, Till Lindemann, Christian Lorenz, Oliver Riedel, Christoph Schneider                                  | – |
| 26. April 2019 – 9. Mai 2019 2 Wochen (insgesamt 4) | 4                                         | Lil Nas X                                          | Old Town Road Montero Hill, Trent Reznor, Atticus Ross, Kiowa Roukema                                                                              | Neben den USA und dem Vereinigten Königreich erreicht der Rapper auch in Deutschland mit seiner Debütsingle Platz eins der deutschen Singlecharts. Zusätzlich zum Original trägt die Remix-Version mit Billy Ray Cyrus zum Charterfolg des Liedes bei. |
| 10. Mai 2019 – 23. Mai 2019 2 Wochen | 2                                         | Juju feat. Henning May                             | Vermissen Claus Capek, Guy Gross, Jan Krouzilek, Henning May, Judith Wessendorf                                                                    | Rapperin Juju erreicht bereits zum zweiten Mal die Spitze der Singlecharts. Für Henning May als Solokünstler ist es der erste Nummer-eins-Erfolg. |
| 24. Mai 2019 – 6. Juni 2019 2 Wochen | 2                                         | Samra & Capital Bra                                | Wieder Lila Vladislav Balovatsky, Hussein Akkouche                                                                                                 | In Zusammenarbeit mit Samra erweitert Capital Bra seinen Rekord und kann sich zum 13. Mal den ersten Platz der deutschen Singlecharts sichern, so oft wie kein Künstler zuvor. Rapper Samra schafft zum fünften Mal den Sprung auf Platz eins, was in einem Zeitraum von weniger als einem Jahr bis dato nur wenigen Künstlern gelang. |
| 7. Juni 2019 – 20. Juni 2019 2 Wochen (insgesamt 4) | 4                                         | Lil Nas X                                          | Old Town Road Montero Hill, Trent Reznor, Atticus Ross, Kiowa Roukema                                                                              | – |
| 21. Juni 2019 – 27. Juni 2019 1 Woche | 1                                         | Kalazh44, Capital Bra & Samra feat. Nimo & Luciano | Royal Rumble Hussein Akkouche, Vladislav Balovatsky, Patrick Großmann, Hasan Kankızıl, Christian Streitsov, Nima Yaghobi                           | Kalazh44 und Nimo erreichen das erste Mal Platz eins der deutschen Singlecharts. Für Luciano ist es das zweite Mal, für Samra das sechste Mal und für Capital Bra sogar das 14. Mal. Letzterer erweitert somit seinen Rekord als Künstler mit den meisten Nummer-eins-Hits aller Zeiten. |
| 28. Juni 2019 – 11. Juli 2019 2 Wochen | 2                                         | Capital Bra & Samra                                | Tilidin Vladislav Balovatsky, Hussein Akkouche | Das Lied knackt zwei Streaming-Rekorde gleichzeitig: zum einen ist Tilidin mit drei Millionen Abrufen der meist gestreamte Song eines Tages, zum anderen bricht es mit 15 Millionen Abrufen in einer Woche auch den Wochenrekord. Außerdem lösen sich beide Künstler gleichzeitig von der Spitzenposition ab; Capital Bra dabei bereits zum dritten Mal als Interpret und Autor. Dieser erreicht zum 15. Mal Platz eins der Singlecharts, Samra zum siebten Mal. |
| 12. Juli 2019 – 18. Juli 2019 1 Woche (insgesamt 6) | 6                                         | Shawn Mendes & Camila Cabello                      | Señorita Shawn Mendes, Camila Cabello, Andrew Wotman, Benjamin Levin, Ali Tamposi, Charlotte Emma Aitchison, Jack Patterson, Magnus August Høiberg | Zwar konnten beide Künstler bereits Top-10-Platzierungen verbuchen, jedoch erreichen sie mit Señorita das erste Mal Platz eins der deutschen Singlecharts. |
| 19. Juli 2019 – 25. Juli 2019 1 Woche | 1                                         | Samra & Capital Bra                                | Zombie Vladislav Balovatsky, Hussein Akkouche | Mit nur einer Woche Unterbrechung erreicht das Duo abermals Platz eins der deutschen Singlecharts. Capital Bra gelingt dies zum 16. Mal, Samra zum achten Mal. |
| 26. Juli 2019 – 29. August 2019 5 Wochen (insgesamt 6) | 6                                         | Shawn Mendes & Camila Cabello                      | Señorita Shawn Mendes, Camila Cabello, Andrew Wotman, Benjamin Levin, Ali Tamposi, Charlotte Emma Aitchison, Jack Patterson, Magnus August Høiberg | – |
| 30. August 2019 – 5. September 2019 1 Woche | 1                                         | Capital Bra & Samra                                | Nummer 1 Hussein Akkouche, Vladislav Balovatsky, Konstantin Scherer, Vincent Stein, Konstantinos Tzikas                                            | Das Lied wird seinem Titel gerecht und erreicht auf Anhieb Nummer eins der deutschen Singlecharts. Für Capital Bra ist es das 17. Mal an der Spitzenposition, für Samra das neunte Mal. |
| 6. September 2019 – 12. September 2019 1 Woche | 1                                         | Apache 207                                         | Roller Jennifer Allendörfer, Luís-Florentino Cruz, Volkan Yaman                                                                                    | Nur ein Jahr nach Veröffentlichung seiner Debütsingle legt der Rapper einen kometenhaften Aufstieg in den Singlecharts hin und erreicht nach drei eher mittelmäßig platzierten Titeln Platz eins der deutschen Singlecharts. |
| 13. September 2019 – 19. September 2019 1 Woche | 1                                         | Loredana feat. Mero                                | Kein Plan Loredana, Enes Meral | Nach drei Platz-zwei-Platzierungen erreicht die Schweizer Rapperin das erste Mal Platz eins der deutschen Singlecharts. Mero kehrt nach einigen Monaten Unterbrechung zum fünften Mal auf die Spitzenposition zurück. |
| 20. September 2019 – 26. September 2019 1 Woche (insgesamt 10) | 10                                        | Tones and I                                        | Dance Monkey Toni Watson | Die australische Newcomerin belegt mit ihrem weltweit erfolgreichen Titel auch in den deutschen Singlecharts Platz eins. |
| 27. September 2019 – 10. Oktober 2019 2 Wochen | 2                                         | Capital Bra, Samra & Lea                           | 110 Hussein Akkouche, Vladislav Balovatsky, Lea-Marie Becker, Robin Haefs, Konstantin Scherer, Vincent Stein, Wim Treuner, Konstantinos Tzikas     | Mit 110 erreicht die Sängerin Lea nicht nur das erste Mal die Top 10 der deutschen Singlecharts, sondern positioniert sich zum ersten Mal auf Platz eins. Capital Bra findet sich bereits zum 18. Mal und Samra zum zehnten Mal auf der Spitze der deutschen Singlecharts wieder. Letzterer übertrifft somit ABBA und steht somit an dritter Stelle hinter den Beatles und seinem stetigen Kollaborationspartner Capital Bra. |
| 11. Oktober 2019 – 24. Oktober 2019 2 Wochen (insgesamt 10) | 10                                        | Tones and I                                        | Dance Monkey Toni Watson | – |
| 25. Oktober 2019 – 31. Oktober 2019 1 Woche | 1                                         | Apache 207                                         | Wieso tust du dir das an? Joshua Allery, Laurin Auth, Volkan Yaman                                                                                 | Innerhalb nur weniger Monate erreicht der Rapper bereits seinen zweiten Nummer-eins-Hit in den deutschen Singlecharts. |
| 1. November 2019 – 5. Dezember 2019 5 Wochen (insgesamt 10) | 10                                        | Tones and I                                        | Dance Monkey Toni Watson | – |
| 6. Dezember 2019 – 12. Dezember 2019 1 Woche | 1                                         | Capital Bra                                        | Der Bratan bleibt der gleiche Vladislav Balovatsky                                                                                                 | Der Rekord-Rapper kehrt nach einigen Monaten Pause solo zurück und erreicht seinen 19. Nummer-eins-Hit in den deutschen Singlecharts. |
| 13. Dezember 2019 – 19. Dezember 2019 1 Woche | 1                                         | Nimo & Hava                                        | Kein Schlaf Nima Yaghobi, Dilara Hava Tunç | Mit Kein Schlaf erreicht der Karlsruher zum ersten Mal als Solokünstler und insgesamt zum zweiten Mal die Spitze der deutschen Singlecharts. Die Rapperin und Sängerin Hava erzielt mit ihrem ersten Charteintritt zeitgleich ihren ersten Nummer-eins-Hit. |
| 20. Dezember 2019 – 26. Dezember 2019 1 Woche (insgesamt 10) | 10                                        | Tones and I                                        | Dance Monkey Toni Watson | – |
| 27. Dezember 2019 – 2. Januar 2020 1 Woche (insgesamt 21) | 21                                        | Mariah Carey                                       | All I Want for Christmas Is You Mariah Carey, Walter Afanasieff                                                                                    | 71 Wochen nach erstmaligem Charteinstieg und über 25 Jahre nach Erstveröffentlichung erreicht das Weihnachtslied erstmals die Nummer eins in Deutschland. Carey steht damit zum zweiten Mal an der Spitze der deutschen Singlecharts, zuletzt ebenfalls 1994 mit dem Lied Without You. |

## Alben
| ← 2018 ← | Liste der Nummer-eins-Alben in Deutschland | Liste der Nummer-eins-Alben in Deutschland | Liste der Nummer-eins-Alben in Deutschland              | 2020 → |
| \| Zeitraum \| Wo. ges. \| Interpret \| Titel \| Zusätzliche Informationen \| \| (Zeitraum, Wochen auf Platz eins, Interpret, Titel, zusätzliche Informationen) \| \| \| \| \| \| ------------------------------------------------------------------------------ \| -------- \| ------------------- \| ------------------------------------------------------- \| ------------------------------------------------------------------------------------------------------------------------------------------------------------------------------------------------------------------------------------------------------------------------------- \| \| 21. Dezember 2018 – 10. Januar 2019 3 Wochen (insgesamt 4) \| 4 \| Udo Lindenberg \| MTV Unplugged 2: Live vom Atlantik (Zweimaster Edition) \| Das erste Album MTV Unplugged – Live aus dem Hotel Atlantic war 2011 Lindenbergs erfolgreichstes Album gewesen. Zum zweiten Mal mit einem Livealbum und zum vierten Mal insgesamt steht er an der Chartspitze. \| \| 11. Januar 2019 – 17. Januar 2019 1 Woche \| 1 \| Daniela Alfinito \| Du warst jede Träne wert \| Mit ihrem neunten Studioalbum erreicht die Sängerin zum ersten Mal die Spitze der deutschen Albumcharts. \| \| 18. Januar 2019 – 24. Januar 2019 1 Woche (insgesamt 4) \| 4 \| Udo Lindenberg \| MTV Unplugged 2: Live vom Atlantik (Zweimaster Edition) \| – \| \| 25. Januar 2019 – 31. Januar 2019 1 Woche \| 1 \| Oomph! \| Ritual \| Die Band erreicht 27 Jahre nach ihrem Debütalbum und zum 30-jährigen Bandbestehen erstmals die Spitze der deutschen Albumcharts. \| \| 1. Februar 2019 – 7. Februar 2019 1 Woche \| 1 \| Dendemann \| Da nich für! \| – \| \| 8. Februar 2019 – 14. Februar 2019 1 Woche \| 1 \| Within Temptation \| Resist \| Mit ihrem siebten Studioalbum erreicht die niederländische Gruppe ihren ersten Nummer-eins-Erfolg in den deutschen Albumcharts. \| \| 15. Februar 2019 – 21. Februar 2019 1 Woche \| 1 \| Kool Savas \| KKS \| – \| \| 22. Februar 2019 – 28. Februar 2019 1 Woche \| 1 \| Avantasia \| Moonglow \| – \| \| 1. März 2019 – 7. März 2019 1 Woche \| 1 \| Dream Theater \| Distance over Time \| – \| \| 8. März 2019 – 14. März 2019 1 Woche \| 1 \| SDP \| Die unendlichste Geschichte \| – \| \| 15. März 2019 – 21. März 2019 1 Woche \| 1 \| Azet & Zuna \| Super Plus \| Das erste Kollaboalbum der beiden Mitglieder der KMN Gang beschert den Rappern direkt Platz eins. Während Azet nach seinem Soloalbum Fast Life bereits sein zweites Nummer-eins-Album in Deutschland verzeichnen kann, ist der Tonträger für Zuna der erste Nummer-eins-Erfolg. \| \| 22. März 2019 – 28. März 2019 1 Woche \| 1 \| Mero \| Ya Hero Ya Mero \| Der Rapper erreicht nur vier Monate nach Veröffentlichung seiner Debütsingle Platz eins der deutschen Albumcharts. Zudem schafften neun weitere Lieder des Albums den Sprung in die Top 40, davon drei in die Top 10 der Singlecharts. \| \| 29. März 2019 – 4. April 2019 1 Woche \| 1 \| Schiller \| Morgenstund \| – \| \| 5. April 2019 – 11. April 2019 1 Woche \| 1 \| Fler \| Colucci \| – \| \| 12. April 2019 – 18. April 2019 1 Woche \| 1 \| Andrea Berg \| Mosaik \| Die Schlagersängerin schafft es zum achten Mal in Folge und zum elften Mal insgesamt auf Platz eins der deutschen Albumcharts. Dies gelang zuvor noch keiner anderen deutschen Künstlerin. Verkaufstechnisch erreicht sie die bis dato erfolgreichste Chartwoche 2019.[4] \| \| 19. April 2019 – 25. April 2019 1 Woche \| 1 \| Mike Singer \| Trip \| – \| \| 26. April 2019 – 2. Mai 2019 1 Woche \| 1 \| KC Rebell \| Hasso \| – \| \| 3. Mai 2019 – 9. Mai 2019 1 Woche \| 1 \| Capital Bra \| CB6 \| Zwar verfehlte er in der Debütwoche mit Platz fünf die Spitze, jedoch konnte sich Capital Bra zwei Wochen später durch Veröffentlichung von CDs und Boxsets Platz eins der deutschen Albumcharts sichern. \| \| 10. Mai 2019 – 16. Mai 2019 1 Woche \| 1 \| Amon Amarth \| Berserker \| – \| \| 17. Mai 2019 – 23. Mai 2019 1 Woche \| 1 \| Calimeros \| Endlos Liebe \| Zum ersten Mal in der Geschichte der deutschen Musikcharts erreicht eine Schweizer Band die Spitze der Albumcharts.[5] Das Schweizer Trio positioniert sich damit 34 Jahre nach Veröffentlichung ihres ersten Studioalbums zum ersten Mal auf Platz eins in Deutschland. \| \| 24. Mai 2019 – 30. Mai 2019 1 Woche (insgesamt 4) \| 4 \| Rammstein \| Unbetitelt \| Mit über 260.000 verkauften Einheiten in einer Woche erzielt Rammstein den erfolgreichsten Start einer Gruppe des bisherigen Jahrtausends.[2] \| \| 31. Mai 2019 – 6. Juni 2019 1 Woche \| 1 \| Kontra K \| Sie wollten Wasser doch kriegen Benzin \| – \| \| 7. Juni 2019 – 13. Juni 2019 1 Woche (insgesamt 2) \| 2 \| Sarah Connor \| Herz Kraft Werke \| – \| \| 14. Juni 2019 – 20. Juni 2019 1 Woche (insgesamt 4) \| 4 \| Rammstein \| Rammstein \| – \| \| 21. Juni 2019 – 27. Juni 2019 1 Woche \| 1 \| Bruce Springsteen \| Western Stars \| – \| \| 28. Juni 2019 – 4. Juli 2019 1 Woche (insgesamt 4) \| 4 \| Rammstein \| Rammstein \| – \| \| 5. Juli 2019 – 11. Juli 2019 1 Woche \| 1 \| LX & Maxwell \| Obststand 2 \| – \| \| 12. Juli 2019 – 18. Juli 2019 1 Woche (insgesamt 4) \| 4 \| Rammstein \| Rammstein \| – \| \| 19. Juli 2019 – 25. Juli 2019 1 Woche \| 1 \| Shindy \| Drama \| Im Rennen um die Nummer eins der deutschen Albumcharts lässt der Rapper unter anderem Ed Sheeran hinter sich und erreicht seine fünfte Platz-eins-Platzierung. \| \| 26. Juli 2019 – 1. August 2019 1 Woche \| 1 \| Sabaton \| The Great War \| Zu ihrem 20-jährigen Bandbestehen erreicht die Band zum ersten Mal Platz eins der deutschen Albumcharts. \| \| 2. August 2019 – 8. August 2019 1 Woche \| 1 \| Die Amigos \| Babylon \| – \| \| 9. August 2019 – 15. August 2019 1 Woche \| 1 \| Volbeat \| Rewind, Replay, Rebound \| – \| \| 16. August 2019 – 22. August 2019 1 Woche \| 1 \| Ufo361 \| Wave \| Der Rapper kehrt nach einer mehrere Monate andauernden musikalischen Abstinenz zurück und erklimmt zum zweiten Mal die Spitze der deutschen Albumcharts. \| \| 23. August 2019 – 29. August 2019 1 Woche \| 1 \| Runrig \| The Last Dance – Farewell Concert (Live at Stirling) \| Mit dem Livemitschnitt ihres Abschiedskonzerts steht die Band nach 45 Jahren Bandbestehen zum ersten Mal auf Platz eins der deutschen Albumcharts. \| \| 30. August 2019 – 5. September 2019 1 Woche \| 1 \| Helene Fischer \| Helene Fischer live – Die Stadion-Tour \| – \| \| 6. September 2019 – 12. September 2019 1 Woche \| 1 \| Peter Maffay \| Jetzt! \| – \| \| 13. September 2019 – 19. September 2019 1 Woche \| 1 \| Fantasy \| Casanova \| – \| \| 20. September 2019 – 26. September 2019 1 Woche \| 1 \| Andreas Gabalier \| Best of Volks-Rock‘n’Roller \| – \| \| 27. September 2019 – 3. Oktober 2019 1 Woche \| 1 \| Shirin David \| Supersize \| Die Künstlerin ist die erste nationale Hip-Hop-Musikerin, die mit ihrem Debütalbum Platz eins der deutschen Albumcharts erreichte.[6] \| \| 4. Oktober 2019 – 10. Oktober 2019 1 Woche \| 1 \| Sido \| Ich und keine Maske \| – \| \| 11. Oktober 2019 – 17. Oktober 2019 1 Woche \| 1 \| Capital Bra & Samra \| Berlin lebt 2 \| Während Capital Bra bereits das zweite Mal innerhalb nur weniger Monate die Spitze der deutschen Albumcharts erreicht, erklimmt Samra mit seiner ersten Platzierung in den Albumcharts direkt Platz eins. \| \| 18. Oktober 2019 – 24. Oktober 2019 1 Woche \| 1 \| Kummer \| Kiox \| – \| \| 25. Oktober 2019 – 31. Oktober 2019 1 Woche \| 1 \| Santiano \| MTV Unplugged \| – \| \| 1. November 2019 – 7. November 2019 1 Woche \| 1 \| Die Toten Hosen \| Alles ohne Strom \| – \| \| 8. November 2019 – 14. November 2019 1 Woche (insgesamt 2) \| 2 \| RAF Camora \| Zenit \| – \| \| 15. November 2019 – 21. November 2019 1 Woche \| 1 \| Johannes Oerding \| Konturen \| – \| \| 22. November 2019 – 28. November 2019 1 Woche \| 1 \| Silbermond \| Schritte \| – \| \| 29. November 2019 – 5. Dezember 2019 1 Woche \| 1 \| Lindemann \| F & M \| – \| \| 6. Dezember 2019 – 12. Dezember 2019 1 Woche \| 1 \| Frei.Wild \| Still II \| – \| \| 13. Dezember 2019 – 19. Dezember 2019 1 Woche \| 1 \| Robbie Williams \| The Christmas Present \| – \| \| 20. Dezember 2019 – 26. Dezember 2019 1 Woche \| 1 \| Kollegah \| Alphagene II \| – \| \| 27. Dezember 2019 – 2. Januar 2020 1 Woche \| 1 \| Bushido & Animus \| Carlo Cokxxx Nutten 4 \| Für Bushido ist es bereits das zehnte Nummer-eins-Album, womit er seinen Vorsprung als Rapper mit den meisten Alben an der Spitze der deutschen Charts ausbaut. \| |                                            |                                            |                                                         | |
| ← 2018 |                                            |                                            |                                                         | → 2020 → |
| Zeitraum | Wo. ges.                                   | Interpret                                  | Titel                                                   | Zusätzliche Informationen |
| (Zeitraum, Wochen auf Platz eins, Interpret, Titel, zusätzliche Informationen) |                                            |                                            |                                                         | |
| 21. Dezember 2018 – 10. Januar 2019 3 Wochen (insgesamt 4) | 4                                          | Udo Lindenberg                             | MTV Unplugged 2: Live vom Atlantik (Zweimaster Edition) | Das erste Album MTV Unplugged – Live aus dem Hotel Atlantic war 2011 Lindenbergs erfolgreichstes Album gewesen. Zum zweiten Mal mit einem Livealbum und zum vierten Mal insgesamt steht er an der Chartspitze.                                                                  |
| 11. Januar 2019 – 17. Januar 2019 1 Woche | 1                                          | Daniela Alfinito                           | Du warst jede Träne wert                                | Mit ihrem neunten Studioalbum erreicht die Sängerin zum ersten Mal die Spitze der deutschen Albumcharts. |
| 18. Januar 2019 – 24. Januar 2019 1 Woche (insgesamt 4) | 4                                          | Udo Lindenberg                             | MTV Unplugged 2: Live vom Atlantik (Zweimaster Edition) | – |
| 25. Januar 2019 – 31. Januar 2019 1 Woche | 1                                          | Oomph!                                     | Ritual                                                  | Die Band erreicht 27 Jahre nach ihrem Debütalbum und zum 30-jährigen Bandbestehen erstmals die Spitze der deutschen Albumcharts. |
| 1. Februar 2019 – 7. Februar 2019 1 Woche | 1                                          | Dendemann                                  | Da nich für!                                            | – |
| 8. Februar 2019 – 14. Februar 2019 1 Woche | 1                                          | Within Temptation                          | Resist                                                  | Mit ihrem siebten Studioalbum erreicht die niederländische Gruppe ihren ersten Nummer-eins-Erfolg in den deutschen Albumcharts. |
| 15. Februar 2019 – 21. Februar 2019 1 Woche | 1                                          | Kool Savas                                 | KKS                                                     | – |
| 22. Februar 2019 – 28. Februar 2019 1 Woche | 1                                          | Avantasia                                  | Moonglow                                                | – |
| 1. März 2019 – 7. März 2019 1 Woche | 1                                          | Dream Theater                              | Distance over Time                                      | – |
| 8. März 2019 – 14. März 2019 1 Woche | 1                                          | SDP                                        | Die unendlichste Geschichte                             | – |
| 15. März 2019 – 21. März 2019 1 Woche | 1                                          | Azet & Zuna                                | Super Plus                                              | Das erste Kollaboalbum der beiden Mitglieder der KMN Gang beschert den Rappern direkt Platz eins. Während Azet nach seinem Soloalbum Fast Life bereits sein zweites Nummer-eins-Album in Deutschland verzeichnen kann, ist der Tonträger für Zuna der erste Nummer-eins-Erfolg. |
| 22. März 2019 – 28. März 2019 1 Woche | 1                                          | Mero                                       | Ya Hero Ya Mero                                         | Der Rapper erreicht nur vier Monate nach Veröffentlichung seiner Debütsingle Platz eins der deutschen Albumcharts. Zudem schafften neun weitere Lieder des Albums den Sprung in die Top 40, davon drei in die Top 10 der Singlecharts.                                          |
| 29. März 2019 – 4. April 2019 1 Woche | 1                                          | Schiller                                   | Morgenstund                                             | – |
| 5. April 2019 – 11. April 2019 1 Woche | 1                                          | Fler                                       | Colucci                                                 | – |
| 12. April 2019 – 18. April 2019 1 Woche | 1                                          | Andrea Berg                                | Mosaik                                                  | Die Schlagersängerin schafft es zum achten Mal in Folge und zum elften Mal insgesamt auf Platz eins der deutschen Albumcharts. Dies gelang zuvor noch keiner anderen deutschen Künstlerin. Verkaufstechnisch erreicht sie die bis dato erfolgreichste Chartwoche 2019.          |
| 19. April 2019 – 25. April 2019 1 Woche | 1                                          | Mike Singer                                | Trip                                                    | – |
| 26. April 2019 – 2. Mai 2019 1 Woche | 1                                          | KC Rebell                                  | Hasso                                                   | – |
| 3. Mai 2019 – 9. Mai 2019 1 Woche | 1                                          | Capital Bra                                | CB6                                                     | Zwar verfehlte er in der Debütwoche mit Platz fünf die Spitze, jedoch konnte sich Capital Bra zwei Wochen später durch Veröffentlichung von CDs und Boxsets Platz eins der deutschen Albumcharts sichern.                                                                       |
| 10. Mai 2019 – 16. Mai 2019 1 Woche | 1                                          | Amon Amarth                                | Berserker                                               | – |
| 17. Mai 2019 – 23. Mai 2019 1 Woche | 1                                          | Calimeros                                  | Endlos Liebe                                            | Zum ersten Mal in der Geschichte der deutschen Musikcharts erreicht eine Schweizer Band die Spitze der Albumcharts. Das Schweizer Trio positioniert sich damit 34 Jahre nach Veröffentlichung ihres ersten Studioalbums zum ersten Mal auf Platz eins in Deutschland.           |
| 24. Mai 2019 – 30. Mai 2019 1 Woche (insgesamt 4) | 4                                          | Rammstein                                  | Unbetitelt                                              | Mit über 260.000 verkauften Einheiten in einer Woche erzielt Rammstein den erfolgreichsten Start einer Gruppe des bisherigen Jahrtausends. |
| 31. Mai 2019 – 6. Juni 2019 1 Woche | 1                                          | Kontra K                                   | Sie wollten Wasser doch kriegen Benzin                  | – |
| 7. Juni 2019 – 13. Juni 2019 1 Woche (insgesamt 2) | 2                                          | Sarah Connor                               | Herz Kraft Werke                                        | – |
| 14. Juni 2019 – 20. Juni 2019 1 Woche (insgesamt 4) | 4                                          | Rammstein                                  | Rammstein                                               | – |
| 21. Juni 2019 – 27. Juni 2019 1 Woche | 1                                          | Bruce Springsteen                          | Western Stars                                           | – |
| 28. Juni 2019 – 4. Juli 2019 1 Woche (insgesamt 4) | 4                                          | Rammstein                                  | Rammstein                                               | – |
| 5. Juli 2019 – 11. Juli 2019 1 Woche | 1                                          | LX & Maxwell                               | Obststand 2                                             | – |
| 12. Juli 2019 – 18. Juli 2019 1 Woche (insgesamt 4) | 4                                          | Rammstein                                  | Rammstein                                               | – |
| 19. Juli 2019 – 25. Juli 2019 1 Woche | 1                                          | Shindy                                     | Drama                                                   | Im Rennen um die Nummer eins der deutschen Albumcharts lässt der Rapper unter anderem Ed Sheeran hinter sich und erreicht seine fünfte Platz-eins-Platzierung. |
| 26. Juli 2019 – 1. August 2019 1 Woche | 1                                          | Sabaton                                    | The Great War                                           | Zu ihrem 20-jährigen Bandbestehen erreicht die Band zum ersten Mal Platz eins der deutschen Albumcharts. |
| 2. August 2019 – 8. August 2019 1 Woche | 1                                          | Die Amigos                                 | Babylon                                                 | – |
| 9. August 2019 – 15. August 2019 1 Woche | 1                                          | Volbeat                                    | Rewind, Replay, Rebound                                 | – |
| 16. August 2019 – 22. August 2019 1 Woche | 1                                          | Ufo361                                     | Wave                                                    | Der Rapper kehrt nach einer mehrere Monate andauernden musikalischen Abstinenz zurück und erklimmt zum zweiten Mal die Spitze der deutschen Albumcharts. |
| 23. August 2019 – 29. August 2019 1 Woche | 1                                          | Runrig                                     | The Last Dance – Farewell Concert (Live at Stirling)    | Mit dem Livemitschnitt ihres Abschiedskonzerts steht die Band nach 45 Jahren Bandbestehen zum ersten Mal auf Platz eins der deutschen Albumcharts. |
| 30. August 2019 – 5. September 2019 1 Woche | 1                                          | Helene Fischer                             | Helene Fischer live – Die Stadion-Tour                  | – |
| 6. September 2019 – 12. September 2019 1 Woche | 1                                          | Peter Maffay                               | Jetzt!                                                  | – |
| 13. September 2019 – 19. September 2019 1 Woche | 1                                          | Fantasy                                    | Casanova                                                | – |
| 20. September 2019 – 26. September 2019 1 Woche | 1                                          | Andreas Gabalier                           | Best of Volks-Rock‘n’Roller                             | – |
| 27. September 2019 – 3. Oktober 2019 1 Woche | 1                                          | Shirin David                               | Supersize                                               | Die Künstlerin ist die erste nationale Hip-Hop-Musikerin, die mit ihrem Debütalbum Platz eins der deutschen Albumcharts erreichte. |
| 4. Oktober 2019 – 10. Oktober 2019 1 Woche | 1                                          | Sido                                       | Ich und keine Maske                                     | – |
| 11. Oktober 2019 – 17. Oktober 2019 1 Woche | 1                                          | Capital Bra & Samra                        | Berlin lebt 2                                           | Während Capital Bra bereits das zweite Mal innerhalb nur weniger Monate die Spitze der deutschen Albumcharts erreicht, erklimmt Samra mit seiner ersten Platzierung in den Albumcharts direkt Platz eins.                                                                       |
| 18. Oktober 2019 – 24. Oktober 2019 1 Woche | 1                                          | Kummer                                     | Kiox                                                    | – |
| 25. Oktober 2019 – 31. Oktober 2019 1 Woche | 1                                          | Santiano                                   | MTV Unplugged                                           | – |
| 1. November 2019 – 7. November 2019 1 Woche | 1                                          | Die Toten Hosen                            | Alles ohne Strom                                        | – |
| 8. November 2019 – 14. November 2019 1 Woche (insgesamt 2) | 2                                          | RAF Camora                                 | Zenit                                                   | – |
| 15. November 2019 – 21. November 2019 1 Woche | 1                                          | Johannes Oerding                           | Konturen                                                | – |
| 22. November 2019 – 28. November 2019 1 Woche | 1                                          | Silbermond                                 | Schritte                                                | – |
| 29. November 2019 – 5. Dezember 2019 1 Woche | 1                                          | Lindemann                                  | F & M                                                   | – |
| 6. Dezember 2019 – 12. Dezember 2019 1 Woche | 1                                          | Frei.Wild                                  | Still II                                                | – |
| 13. Dezember 2019 – 19. Dezember 2019 1 Woche | 1                                          | Robbie Williams                            | The Christmas Present                                   | – |
| 20. Dezember 2019 – 26. Dezember 2019 1 Woche | 1                                          | Kollegah                                   | Alphagene II                                            | – |
| 27. Dezember 2019 – 2. Januar 2020 1 Woche | 1                                          | Bushido & Animus                           | Carlo Cokxxx Nutten 4                                   | Für Bushido ist es bereits das zehnte Nummer-eins-Album, womit er seinen Vorsprung als Rapper mit den meisten Alben an der Spitze der deutschen Charts ausbaut. |

## Jahreshitparaden
| ← 2018 ← | Liste der Jahres-Nummer-eins-Hits in Deutschland | Liste der Jahres-Nummer-eins-Hits in Deutschland                       | Liste der Jahres-Nummer-eins-Hits in Deutschland | 2020 →   |
| \| Singles \| Position# \| Alben \| \| -------------------------------------------------------------------------------------------------------------------------------------------------------------------------------- \| --------- \| ---------------------------------------------------------------------- \| \| Old Town Road Lil Nas X Montero Hill, Trent Reznor, Atticus Ross, Kiowa Roukema \| 1 \| Unbetitelt Rammstein \| \| Dance Monkey Tones and I Toni Watson \| 2 \| Herz Kraft Werke Sarah Connor \| \| Roller Apache 207 Volkan Yaman, Luís-Florentino Cruz, Jennifer Allendörfer \| 3 \| MTV Unplugged 2: Live vom Atlantik (Zweimaster Edition) Udo Lindenberg \| \| Vermissen Juju feat. Henning May Claus Capek, Guy Gross, Jan Krouzilek, Henning May, Judith Wessendorf \| 4 \| Tumult Herbert Grönemeyer \| \| Sweet but Psycho Ava Max , William Lobban Bean, Andreas Andersen Haukeland, Madison Love, Henry Walter \| 5 \| Mosaik Andrea Berg \| \| Bad Guy Billie Eilish Billie O’Connell, Finneas O’Connell \| 6 \| Sie wollten Wasser doch kriegen Benzin Kontra K \| \| Señorita Shawn Mendes & Camila Cabello Shawn Mendes, Camila Cabello, Andrew Wotman, Benjamin Levin, Ali Tamposi, Charlotte Emma Aitchison, Jack Patterson, Magnus August Høiberg \| 7 \| Schlagschatten AnnenMayKantereit \| \| I Don’t Care Ed Sheeran & Justin Bieber Ed Sheeran, Justin Bieber, Max Martin, Shellback, Jason Boyd, Fred Gibson \| 8 \| No. 6 Collaborations Project Ed Sheeran \| \| Tilidin Capital Bra & Samra Vladislav Balovatsky, Konstantinos Tzikas, Hussein Akkouche, Konstantin Scherer, Vincent Stein \| 9 \| Rewind, Replay, Rebound Volbeat \| \| Wieder Lila Samra & Capital Bra Vladislav Balovatsky, Hussein Akkouche, Konstantin Scherer, Vincent Stein \| 10 \| CB6 Capital Bra \| |                                                  |                                                                        |                                                  |          |
| ← 2018 |                                                  |                                                                        |                                                  | → 2020 → |
| Singles | Position#                                        | Alben                                                                  |                                                  |          |
| Old Town Road Lil Nas X Montero Hill, Trent Reznor, Atticus Ross, Kiowa Roukema | 1                                                | Unbetitelt Rammstein                                                   |                                                  |          |
| Dance Monkey Tones and I Toni Watson | 2                                                | Herz Kraft Werke Sarah Connor                                          |                                                  |          |
| Roller Apache 207 Volkan Yaman, Luís-Florentino Cruz, Jennifer Allendörfer | 3                                                | MTV Unplugged 2: Live vom Atlantik (Zweimaster Edition) Udo Lindenberg |                                                  |          |
| Vermissen Juju feat. Henning May Claus Capek, Guy Gross, Jan Krouzilek, Henning May, Judith Wessendorf | 4                                                | Tumult Herbert Grönemeyer                                              |                                                  |          |
| Sweet but Psycho Ava Max , William Lobban Bean, Andreas Andersen Haukeland, Madison Love, Henry Walter | 5                                                | Mosaik Andrea Berg                                                     |                                                  |          |
| Bad Guy Billie Eilish Billie O’Connell, Finneas O’Connell | 6                                                | Sie wollten Wasser doch kriegen Benzin Kontra K                        |                                                  |          |
| Señorita Shawn Mendes & Camila Cabello Shawn Mendes, Camila Cabello, Andrew Wotman, Benjamin Levin, Ali Tamposi, Charlotte Emma Aitchison, Jack Patterson, Magnus August Høiberg | 7                                                | Schlagschatten AnnenMayKantereit                                       |                                                  |          |
| I Don’t Care Ed Sheeran & Justin Bieber Ed Sheeran, Justin Bieber, Max Martin, Shellback, Jason Boyd, Fred Gibson | 8                                                | No. 6 Collaborations Project Ed Sheeran                                |                                                  |          |
| Tilidin Capital Bra & Samra Vladislav Balovatsky, Konstantinos Tzikas, Hussein Akkouche, Konstantin Scherer, Vincent Stein | 9                                                | Rewind, Replay, Rebound Volbeat                                        |                                                  |          |
| Wieder Lila Samra & Capital Bra Vladislav Balovatsky, Hussein Akkouche, Konstantin Scherer, Vincent Stein | 10                                               | CB6 Capital Bra                                                        |                                                  |          |